# Les Percussions de Strasbourg
 (octobre 2019).
Les Percussions de Strasbourg est un ensemble de musique contemporaine composé de six percussionnistes, fondé par Jean Batigne en 1962 et dont Minh-Tâm Nguyen assure aujourd'hui la direction artistique.
Depuis sa fondation, le groupe est toujours au cœur de la création, grâce à sa complicité avec les compositeurs d’aujourd’hui et à la pluralité de ses propositions en termes de formats et d’outils : du duo à l’octuor, de l’acoustique à l’électronique, du récital au théâtre musical en passant par la danse…
Dédicataire de plus de 350 œuvres, le groupe poursuit l’entretien et le développement de son parc instrumental unique au monde. Il compte à son actif de nombreux enregistrements ainsi qu’une trentaine de prix internationaux, dont une Victoire de la musique classique en 2017 qui récompense la 1ère sortie discographique du label Percussions de Strasbourg, Burning Bright de Hugues Dufourt
.
Leur engagement quotidien envers la transmission se traduit par des actions pédagogiques multiples notamment auprès du public du quartier de Hautepierre où l’ensemble est en résidence.

## Historique
Pierre Boulez suscite la formation de l'ensemble en 1959 lorsqu'il est invité à Strasbourg pour diriger Le Visage nuptial : les six percussionnistes réunis pour l'occasion (Bernard Balet, Jean Batigne, Lucien Droeller, Jean-Paul Finkbeiner, Claude Ricou et Georges Van Gucht) décident de fonder un ensemble, le Groupe Instrumental à Percussion, qui deviendra finalement Les Percussions de Strasbourg avec  Jean Batigne, Jean-Paul Finkbeiner, Claude Ricou, Georges Van Gucht, Detleff Kiefer et Gabriel Bouchet.
Le premier concert a lieu à l’ORTF le 17 janvier 1962.
À partir de 1974, les membres les plus anciens autour de Jean Batigne commencent à former leurs successeurs, avec  tout d'abord  Pierre Moerlen, Olivier Dejours puis en 1981 Keiko Nakamura,Norbert Jensen et Jean-Michel Collet.
En 1983 viendront s'ajouter Jean Paul Bedoyan, Pierre Gasquet et Christian Hamouy.
En 1990 Claire Talibart, Vincent Vergnais et Guillaume Blaise viendront remplacer les précédents.
En 1996, une troisième génération prend le relais autour de Jean-Paul Bernard, Claude Ferrier, Bernard Lesage, Keiko Nakamura, François Papirer et Olaf Tzschoppe,.
De 2015 à 2017, Jean Geoffroy assure la direction artistique et change l'architecture classique du groupe, passant de la formation historique de six musiciens à une formation plus nombreuse à géométrie variable autour d'une quatrième génération de percussionnistes.
L'ensemble a à son actif la création de plus de 300 œuvres de musique contemporaine (dont Persephassa et Pléïades de Iannis Xenakis, Marae de François Bernard Mache, Erehwon d'Hugues Dufourt, Clivages d'Emmanuel Nunes) et de nombreuses collaborations avec les groupes de recherche musicale français tels que l'IRCAM et a donné plus de 1600 concerts dans 70 pays.
Les Percussions de Strasbourg ont collaboré avec de nombreux artistes de la scène dont la chorégraphe Michèle Noiret en 2007.

## Membres

### Membres actuels
- Alexandre Esperet (depuis 2016)
- Hyoungkwon Gil (depuis 2021)
- Théo His-Mahier (depuis 2016)
- Léa Koster (depuis 2020)
- Emil Kuyumcuyan (depuis 2020)
- Olivia Martin (depuis 2020)
- Minh-Tâm Nguyen (depuis 2013)
- François Papirer (depuis 1996)
- Enrico Pedicone (depuis 2015)
- Vanessa Porter (depuis 2021)
- Lou Renaud-Bailly (depuis 2020)
- Rémi Schwartz (depuis 2016)
- Thibaut Weber (depuis 2016)
- Hsin-Hsuan Wu (depuis 2017)
- Yi-Ping Yang (depuis 2020)

### Anciens membres
- Bernard Balet  (1962-1964)
- Jean Batigne (1962-1983)
- Jean-Pierre Bedoyan (1984-1990)
- Jean-Paul Bernard (1986-2013)
- Guillaume Blaise (1986-1992)
- Gabriel Bouchet (1964-1988)
- Jean-Michel Collet (1980-1986)
- Jean Couturier (1987-1987)
- Olivier Dejours (1976-1982)
- Lucien Droeller (1962-1964)
- Flora Duverger (2016-2021)
- Florent Fabre (1993-1996)
- Jonathan Faralli (1993-1996)
- Claude Ferrier (1992-2015)
- Jean-Paul Finkbeiner (1962-1986)
- Stéphane Fougeroux (1993-1996)
- Pierre Gasquet (1984-1985)
- Christian Hamouy (1983-1996)
- Norbert Jensen (1985-1987)
- Detleff Kieffer (1965-1975)
- Arnaud Lassus (2015-2020)
- Bernard Lesage (1992-2015)
- Olivier Maurel (2015-2020)
- Pierre Moerlen (1974-1975)
- Keiko Nakamura (1981-2015)
- Claude Ricou (1962-1986)
- Galdric Subirana (2015-2020)
- Claire Talibart (1990-1992)
- Olaf Tzschoppe (1992-2015)
- Georges Van Gucht (1962-1990)
- Vincent Vergnais (1986-1992)

## Discographie
Discographie non exhaustive
- Xenakis: Pléaides & Persephassa (CD -  Percussions de Strasbourg  / Outhere & Believe Digital, 2021) ;
- Rains, Hosokawa-Kishino-Taïra-Rains (CD, Vinyle et digital - Percussions de Strasbourg / Outhere & Believe Digital, 2019) - Coup de coeur musique contemporaine 2019 de l'Académie Charles Cros, annoncé dans l’émission du 22 janvier « Le Concert du Soir » sur France Musique d’Arnaud Merlin, en « après-concert »[5] ;
- Ghostland, Pierre Jodlowski (CD, Vinyle et digital - Percussions de Strasbourg / Outhere & Believe Digital, 2018) ;
- Drum-Machines, eRikm & Les Percussions de Strasbourg (Vinyle et CD - Percussions de Strasbourg / Outhere & Believe Digital, 2018) ;
- Burning Bright, Hugues Dufourt (Percussions de Strasbourg / L'Autre Distribution & Believe Digital, 2016) ;
- Percussion Cycle, Juan Pampin (Sargasso / Joseph Anderson & Juan Pampin, 2016) ;
- Les Percussions de Strasbourg, 50ème anniversaire, coffret 15 CDs (Universal Music, 2012) ;
- François-Bernard Mâche (Universal Music - MFA, 2005 ; Percussions de Strasbourg, 2018) ;
- Le Noir de l'Etoile de Gérard Grisey (Universal Music, 2004) ;
- Le Scorpion de Martin Matalon (Universal Music, 2004) ;
- Entente Préalable, 12 compositeurs (Musidisc - Universal Music, 2002) ;
- Bibilolo de Marc Monnet (Accord, 2001 ; Percussions de Strasbourg 2018) (OCLC 493329146) ;
- Erewhon de Hugues Dufourt (Accord - Musidisc France, 2000) ;
- Autres contacts, Jean-Pierre Drouet, Adama Dramé et Les Percussions de Strasbourg (L'Empreinte digitale, 1995 ; Harmonia Mundi, 2010) (OCLC 493579495) ;
- Les Percussions de Strasbourg, 8 compositeurs - Double CD (Philips Classics - Polygram France, 1993)
- Edison Denissov 1929 (Pierre Verany, 1990) ;
- Pléiades - Concertantes, Iannis Xénakis et Maki Ishii (Nippon Columbia - Denon, 1989) ;
- Pléïades de Iannis Xenakis (Harmonia Mundi , 1987 ; Percussions de Strasbourg / Believe Digital 2016 ) (OCLC 491412001) ;
- Noces d'Igor Stravinsky et Cantigas de Maurice Ohana (1987, 1989, Pierre Verany) (OCLC 716111686) ;
- Actuor d'Ivo Malec (Vinyle - MFA - Harmonia Mundi, 1983) ;
- Les Percussions de Strasbourg en Concert, 5 compositeurs (Vinyle - Musique et Culture - Camif, 1983)
- La Guerre du Feu de Philippe Sarde (Vinyle - RCA, 1981 ; Milan, 1987 ; EmArcy 2008) ;
- Musik im Bauch de Karlheinz Stockhausen (Vinyle - Deutsche Grammophon, 1977)
- Canto General, Mikis Theodorakis et Pablo Neruda (Double CD - Minos, 1975 ; BMG Records 1991 ; EMI, 2004) ;
- Lemanja de Jean Courtioux (Vinyle - Musique et Culture, 1974, 1983)
- East Meets West, avec Shen de Tona Scherchen, Candrakâla d'Alain Louvier et Kryptogramma de Georges Aperghis (Vinyle - Philips, 1972 ; CD - Pentatone, 2004) ;
- Persephassa, de Iannis Xenakis (Vinyle - Philips, 1971, 1972, 1979) ;
- Re-Percussion, Miloslav Kabelac - Valentyn Silvestrov - Leonard Salzed (Vinyle - Philips, 1971) ;
- Huit Inventions de Miloslav Kabelac et Quatre Études Chorégraphiques de Maurice Ohana (Vinyle - Philips, 1970 ; Percussions de Strasbourg / Believe Digital 2018) ;
- Americana, Edgard Varèse, Carlos Chavez, John Cage (Vinyle - Philips, 1970, 1984)
- Trois Inventions de Miroslav Kabelac et Toccata de Carlos Chavez (Vinyle - Philips, 1970) ;
- Cycle de Gilbert Amy et Jeux 6 de Roman Haubenstock (Vinyle - Philips, 1970 ; CD - Pentatone) ;
- Archipel 3 de André Boucourechliev (Vinyle - Philips, 1970) ;
- Extension 2 de Francis Miroglio (Vinyle - Philips, 1970) ;
- Continuum de Kazimierz Serocki, Mystères de Valentyn Silvestrov et Provisoires Agglomérats de Michel Puig (Philips, 1969)
- Signalement de Peter Schat, Alternances de Makoto Shinohara et Epervier de ta faiblesse, domine de Milan Stibilj (sur un poème d'Henri Michaux) (Vinyle - Philips, 1967 ; Limelight, 1969)) ;
- Couleurs de la Cité Céleste et Exspecto resurrectionem mortuorem d'Olivier Messiaen (Vinyle - Erato, 1966, 1993, 2003) ;
- Sept Haïkaï d'Olivier Messiaen et 3 Pièces pour Orchestre d'Arnold Schoenberg (Vinyle - Disque Adès, 1964 ; Everest, 1966 ; RSW, 1968 ; Harmonia Mundi, 1973) ;
- Équivalences de Jean-Claude Eloy (Vinyle - Disque Adès, Universal Music France, 1964).